# Ricardo Duchesne
Ricardo Duchesne ist ein kanadischer Geschichtssoziologe und Autor. Seine Forschungen konzentrieren sich auf die Geschichte und Kultur des Abendlands und den Aufstieg der Westlichen Welt. In seinem Hauptwerk The Uniqueness of Western Civilization (2011) kritisierte Duchesne außerdem die seiner Auffassung nach zerstörerischen Auswirkungen des Multikulturalismus auf die westliche Kultur, woran sich zahlreiche politische Pamphlete auch in Buchlänge anschlossen.

## Leben
In Puerto Rico in eine gemischtethnische Ehe geboren, erlangte Duchesne einen Bachelor in Geschichte an der McGill-Universität und Concordia-Universität im kanadischen Montreal. 1987 erhielt er einen Magister artium an der Concordia, wo er seine Abschlussarbeit bei George Rudé den Ursprüngen der Französischen Revolution widmete. 1994 erwarb er an der York-Universität im Rahmen des multidisziplinären Programms Social & Political Thought, wo er sich insbesondere mit Hegels Philosophie beschäftigte, den Doktorgrad; seine Doktorarbeit über den „Historischen Materialismus und die Debatte über den Übergang zum Kapitalismus“ wurde 1995 von der geisteswissenschaftlichen Fakultät zur besten Dissertation des Jahres gekürt. Duchesne gibt an, während seiner Studienjahre ausgeprägt linke Überzeugungen gepflegt und sich später graduell immigrationskritischen und kulturkonservativen Standpunkten zugewandt zu haben.
In demselben Jahr nahm Duchesne eine Stelle als wissenschaftlicher Assistent am Fachbereich für Sozialwissenschaften an der Universität von Neubraunschweig in Saint John an, wo er 2007 zum ordentlichen Professor berufen wurde. 2003 bezog er einen Zuschuss vom Social Sciences and Humanities Research Council (SSHRC), für den er später als Mitglied eines Auswahlkomitees für Doktoranden tätig war.
Bis 2011 verfasste Duchesne unter anderem ein Buch, 31 begutachtete Fachartikel und dreizehn enzyklopädische Einträge. Sein Hauptwerk The Uniqueness of Western Civilization ist 2011 bei Brill erschienen. In seinen geschichtssoziologischen Arbeiten hat sich Duchesne ausgiebig mit Weltsystem-Theoretikern wie Andre Gunder Frank auseinandergesetzt, denen er eine systematische Abwertung westlicher Geschichte und zivilisatorischer Errungenschaften vorwirft. Zahlreiche seiner Debattenbeiträge veröffentlichte er in H-World.
Nach mehreren Kontroversen um seine politischen Standpunkte und Aktivitäten im Bereich Migrationskritik, denen ein gegen Duchesne gerichteter Aufruf zahlreicher Fakultätskollegen der University of New Brunswick folgte, verließ er 2019 die Hochschule nach 24 Jahren auf dem Wege einer Frühverrentung mit Pensionsanspruch. Seitdem ist er als Autor sowie Mitwirkender an (Video-)Blogs im Spektrum der nordamerikanischen Alt-Right aktiv. Einige Jahre zuvor verteidigte ihn die Universitätsleitung noch gegen Kritik durch von ihm angegriffene Lokalpolitiker mit Migrationshintergrund sowie von Fachkollegen unter Hinweis auf die akademische Freiheit und sah von Sanktionen ab. Seine Invektiven richten sich vorwiegend gegen Kanadier chinesischer Abstammung. Im Buch Canada in Decay (1. Auflage 2017) versuchte er den geistesgeschichtlichen Hintergrund eines angeblich durch Masseneinwanderung hervorgerufenen Niederganges und ''Ethnozids'' am europäisch geprägten Kanada ab dem ausgehenden 20. Jahrhundert  zu skizzieren. Hieran knüpfte eine Auseinandersetzung mit dem deutschen Sinologen Heiner Roetz und Nutzern eines Fachforums an.

## Hauptwerk
In seinem Werk The Uniqueness of Western Civilization prangert Duchesne eine angebliche Entwertung der westlichen Kultur durch den Geschichtsrevisionismus des Multikulturalismus an, dessen Ideologie seit den 1960er Jahren in akademischen Kreisen um sich gegriffen habe. Duchesne verteidigt den Aufstieg des Westens gegen linke Kritik wie den Weltsystem-Ansatz und argumentiert für die ungebrochene Gültigkeit des eurozentrischen Geschichtsbildes von Europa als der einen Kultur, die die Menschheit in die Moderne geführt habe. Insbesondere wendet er sich gegen die These, dass Asien noch bis etwa 1800 wirtschaftlich überraschende Parallelen zu Europa aufgewiesen habe und erst dann eine Great Divergence aufgrund von materiellen Faktoren stattfand, wie Kenneth Pomeranz mit Hinblick auf Kolonialgewinne  der Europäer argumentierte. Duchesne bemängelt, dass sich die bisherige Debatte über den 'Aufstieg des Westens' begrifflich auf die Entstehung der modernen Wissenschaft (Wissenschaftliche Revolution) und den Gebrauch von Dampfmaschinen, die die herkömmliche Muskelarbeit ersetzten (Industrielle Revolution), beschränkt habe. Duchesne ist der Ansicht, dass der Westen bereits lange zuvor in zweierlei Hinsicht einzigartig war:
- durch die Etablierung der ersten liberalen und demokratischen Kultur, angefangen mit den altgriechischen und römischen Volksversammlungen, den Kommunen, Universitäten und Ständen des christlichen Mittelalters, den frühneuzeitlichen Parlamenten und Landtagen, den literarischen Zirkeln, Zeitungen und sonstigen Publikationen der Aufklärung
- durch die großen schöpferischen Leistungen in Kunst wie Natur- und Geisteswissenschaft, die seit der griechischen Antike ganz überwiegend europäischen Ursprungs gewesen seien

Duchesnes Analyse zeichnet die Sonderentwicklung Europas in einem großen Bogen vom griechischen Logos und Römischen Recht über Renaissance und Reformation zu den Entdeckungsfahrten und dem Frühkapitalismus nach. Die Suche nach den Gründen für die rastlose schöpferische Tätigkeit des Westens führt ihn zur aristokratischen und freiheitsliebenden Kultur der Indoeuropäer zurück, die mit ihrem Ethos des heroischen Individualismus und ihrem Wetteifer nach persönlichem Ruhm den Okzident ab ungefähr 2000 v. Chr. zu dominieren begannen.

## Wissenschaftliche Arbeiten
- „The French Revolution as a Bourgeois Revolution: A Critique of the Revisionists“, Science & Society, Bd. 54, Nr. 3, 1990, S. 288–320
- „Between Sinocentrism and Eurocentrism: Debating A.G. Frank’s Re-Orient“, Science & Society, Bd. 65, Nr. 4, 2001/2002, S. 428–463
- „Rodney Hilton’s Peasant Road to Capitalism?“, Journal of Peasant Studies, Bd. 30, Nr. 2, 2003, S. 129–145
- „Centres and Margins: The Fall of Universal History and the Rise of Multicultural World History“, in Hughes-Warrington, Marnie (Hrsg.), Advances in World Histories, London und New York: Palgrave Macmillan, 2004, S. 135–167, ISBN 1-4039-1278-5
- „On the Rise of the West: Researching Kenneth Pomeranz’s Great Divergence“, Review of Radical Political Economics, Bd. 36, Nr. 1, 2004, S. 52–81
- „Defending the Rise of Western Culture Against its Multicultural Critics“, The European Legacy, Bd. 10, Nr. 5, 2005, S. 455–484
- „Globalization, the Industrialization of Puerto Rico and the Limits of Dependency Theory“, Journal für Entwicklungspolitik, Bd. 32, Nr. 1, 2006, S. 55–83
- „Asia First?“, The Journal of the Historical Society, Bd. 6, Nr. 1, 2006, S. 69–91
- „Christianity is a Hellenistic Religion, and Western Civilization is Christian“, Historically Speaking, Bd. 7, Nr. 4, 2006
- „The Way of Africa, the Way I Am, and the Hermeneutic Circle“, in Yerxa, Donald (Hrsg.), Recent Trends in World History: The Place of Africa and the Atlantic World: Historians in Conversation, Columbia, South Carolina: The University of South Carolina Press, 2008, ISBN 978-1-57003-758-0
- „The Uniqueness of Western Civilization“, Studies in Critical Social Sciences, Bd. 28, Leiden und Boston: Brill, 2011, ISBN 978-90-04-19248-5
- „The Fall of British Vancouver and the Rise of 'Pacific' Canada“, The Salisbury Review, Bd. 31, Nr. 1, 2012 (Langversion; PDF; 184 kB)

## Politische Schriften
- „Canada In Decay: Mass Immigration, Diversity, and the Ethnocide of Euro-Canadians“, 2018, ISBN 1-912759-98-5.
- „Faustian Man in a Multicultural Age“, 2022, ISBN 1-910524-84-0.